# نيلسون ماكورميك
نيلسون ماكورميك (بالإنجليزية: Nelson McCormick)‏ هو منتج أفلام وكاتب سيناريو ومخرج أمريكي، ولد في القرن العشرين.

## وصلات خارجية
- نيلسون ماكورميك على موقع IMDb (الإنجليزية)
- نيلسون ماكورميك على موقع ألو سيني (الفرنسية)
- نيلسون ماكورميك على موقع أول موفي (الإنجليزية)
- نيلسون ماكورميك على موقع قاعدة بيانات الأفلام السويدية (السويدية)
- نيلسون ماكورميك على موقع قاعدة بيانات الفيلم (الإنجليزية)
- نيلسون ماكورميك على موقع كينوبويسك (الروسية)